# Waiatoto River
Der Waiatoto River ist ein Fluss in Neuseeland, der in den Neuseeländischen Alpen entspringt und an der Westküste der Südinsel in die Tasmansee mündet. Der Name der Māori lässt sich frei als „Wasser aus Blut“ übersetzen.

## Geographie
Der Waiatoto River bildet den Abfluss eines Gletschersees im Norden des 3033 m hohen Mount Aspiring, des höchsten Gipfels im Mount-Aspiring-Nationalpark. Gletscher, die in den See entwässern, sind unter anderem der Volta-Gletscher und der Therma-Gletscher. Der Fluss fließt entlang der westlich gelegenen Haast Range nach Norden und Nordosten und nimmt das Wasser von sieben Flüssen und zahlreichen Bächen auf, darunter der Bettne River, Abfluss des Purity-Gletschers, sowie Donald und Drake River, Abflüsse der Gletscher rund um den Mount Pollux. Des Weiteren liegen innerhalb der Zuflüsse zahlreiche Wasserfälle mit teils mehreren hundert Metern Fallhöhe, wie die Carrie Falls und Thresa Falls. Wenige Kilometer vor der Mündung knickt der Fluss in Nordwestrichtung ab, umfließt das Nordende der Haast Range und mündet in die Jackson Bay/Okahu der Tasmansee.

## Infrastruktur
Vom Zusammenfluss mit dem Drake River bis zur Mündung führt ein Wanderweg durch das Tal des Flusses. An der Mündung liegt der gleichnamige Ort Waiatoto, der über die Haast-Jackson Bay Road mit dem nordöstlich gelegenen Ort Haast und dem dortigen New Zealand State Highway 6 verbunden ist.